# Organización de una División Panzer SS
La División Panzer SS (en alemán: SS-Panzerdivision, abreviado: SS-PzDiv) fue una formación de las SS durante la Segunda Guerra Mundial. La siguiente tabla muestra el orden de batalla que debía tener una división Panzer SS.
| Unidad | Unidad | Nombre en alemán | Nombre en alemán |
| Sede de la división | Sede de la división | Divisionsstab | Divisionsstab |
| - Comandante de la división - Oficial de estado mayor - Unidad cartográfica - Unidad de comunicaciones - Escolta de división - Policía militar | - Comandante de la división - Oficial de estado mayor - Unidad cartográfica - Unidad de comunicaciones - Escolta de división - Policía militar               | - Divisionskommandeur (DivKdr) - Generalstabsoffizier - Kartographieeinheit - Fernmeldeeinheit - Divisionsbegleitschutz - Militärpolizei | - Divisionskommandeur (DivKdr) - Generalstabsoffizier - Kartographieeinheit - Fernmeldeeinheit - Divisionsbegleitschutz - Militärpolizei |
| Oficial de intendencia | Oficial de intendencia | Quartiermeister (Qu) | Quartiermeister (Qu) |
| - Pelotón de armas - Mecánico - Capitán médico - Capitán dentista                                                                              | - Pelotón de armas - Mecánico - Capitán médico - Capitán dentista                                                                                            | - Waffenzug - Mechaniker - Stabsarzt - Stabszahnarzt                                                                                     | - Waffenzug - Mechaniker - Stabsarzt - Stabszahnarzt                                                                                     |
| Regimiento Panzer | Regimiento Panzer | Panzerregiment (PzRgt) | Panzerregiment (PzRgt) |
| I batallón | - 4 compañías (1–4) - compañía de mecánicos | I. Abteilung | - 4 Kompanien (1–4) - Werkstattkompanie                                                                                                  |
| II batallón | - 5 compañías (5–9) - pelotón de mecánicos | II. Abteilung | - 5 Kompanien (5–9) - Werkstattzug |
| Batallón antitanque | Batallón antitanque | Panzerjägerabteilung (PzJgAbt) | Panzerjägerabteilung (PzJgAbt) |
| 3 compañías de cañones de asalto (1–3) | 3 compañías de cañones de asalto (1–3) | 3 Kompanien von Sturmgeschützen (1–3) | 3 Kompanien von Sturmgeschützen (1–3) |
| Regimiento de granaderos panzer | Regimiento de granaderos panzer | Panzergrenadierregiment (PzGrenRgt) | Panzergrenadierregiment (PzGrenRgt) |
| I batallón | 4 compañías (1–4) | I. Bataillon | 4 Kompanien (1–4) |
| II batallón | 4 compañías (5–8) | II. Bataillon | 4 Kompanien (5–8) |
| III batallón | - 4 compañías (9–12) - Compañía de armas de infantería pesada (13) - Compañía antiaérea (14) - Compañía de reconocimiento (15) - Compañía de ingenieros (16) | III. Bataillon | - 4 Kompanien (9–12) - Schwere Infanteriegeschützkompanie (13) - Flakkompanie (14) - Aufklärungskompanie (15) - Pionierkompanie (16)     |
| Regimiento de granaderos panzer (igual que arriba)                                                                                             | Regimiento de granaderos panzer (igual que arriba) | Panzergrenadierregiment (wie oben) | Panzergrenadierregiment (wie oben) |
| Batallón de reconocimiento blindado | Batallón de reconocimiento blindado | Panzeraufklärungsabteilung (PzAufklAbt)                                                                                                  | Panzeraufklärungsabteilung (PzAufklAbt)                                                                                                  |
| - 2 compañías de exploración Panzer - 2 compañías de reconocimiento Panzer - 1 Compañía pesada                                                 | - 2 compañías de exploración Panzer - 2 compañías de reconocimiento Panzer - 1 Compañía pesada                                                               | - 2 Panzerspähkompanien - 2 Panzeraufklärungskompanien - 1 schwere Kompanie                                                              | - 2 Panzerspähkompanien - 2 Panzeraufklärungskompanien - 1 schwere Kompanie                                                              |
| Panzer artillery regiment | Panzer artillery regiment | Panzerartillerieregiment (PzArtRgt) | Panzerartillerieregiment (PzArtRgt) |
| I batallón | - 3 baterías | I. Abteilung | - 3 Batterien |
| II batallón | - 3 baterías | II. Abteilung | - 3 Batterien |
| III batallón | - 4 baterías | III. Abteilung | - 4 Batterien |
| Batallón de lanzacohetes | Batallón de lanzacohetes | Werferabteilung | Werferabteilung |
| - 4 baterías (1–4) | - 4 baterías (1–4) | - 4 Batterien (1–4) | - 4 Batterien (1–4) |
| anti-aircraft battalion | anti-aircraft battalion | Flakabteilung (FlakAbt) | Flakabteilung (FlakAbt) |
| - 5 baterías (1–5) | - 5 baterías (1–5) | - 5 Batterien (1–5) | - 5 Batterien (1–5) |
| Armoured engineer battalion | Armoured engineer battalion | Panzerpionierabteilung (PzPiAbt) | Panzerpionierabteilung (PzPiAbt) |
| - 1 compañía (blindada) (en VCI) - 3 compañías de ingenieros - Convoy B                                                                        | - 1 compañía (blindada) (en VCI) - 3 compañías de ingenieros - Convoy B                                                                                      | - 1 (gepanzerte) Kompanie (auf SPw) - 3 Pionierkompanien - Brückenkolonne B                                                              | - 1 (gepanzerte) Kompanie (auf SPw) - 3 Pionierkompanien - Brückenkolonne B                                                              |
| Batallón blindado de comunicaciones | Batallón blindado de comunicaciones | Panzernachrichtenabteilung | Panzernachrichtenabteilung |
| - 1 compañía de comunicaciones - 1 compañía de radio                                                                                           | - 1 compañía de comunicaciones - 1 compañía de radio | - 1 Fernmeldekompanie - 1 Funkkompanie                                                                                                   | - 1 Fernmeldekompanie - 1 Funkkompanie                                                                                                   |
| Tropas de logística | Tropas de logística | Divisions-Nachschubtruppe | Divisions-Nachschubtruppe |
| - 6 compañías mecanizadas - 1 compañía de suministros                                                                                          | - 6 compañías mecanizadas - 1 compañía de suministros | - 6 Kraftfahrkompanien - 1 Nachschubkompanie                                                                                             | - 6 Kraftfahrkompanien - 1 Nachschubkompanie                                                                                             |
| Batallón panzer de mantenimiento | Batallón panzer de mantenimiento | Panzer-Instandsetzungsabteilung | Panzer-Instandsetzungsabteilung |
| - 3 compañías de mecánicos - 1 compañía de mecánicos (armada) - 1 compañía de mantenimiento                                                    | - 3 compañías de mecánicos - 1 compañía de mecánicos (armada) - 1 compañía de mantenimiento                                                                  | - 3 Werkstattkompanien - 1 (Waffen-)Werkstattkompanie - 1 Ersatzteilkompanie                                                             | - 3 Werkstattkompanien - 1 (Waffen-)Werkstattkompanie - 1 Ersatzteilkompanie                                                             |
| Batallón de aprovisionamiento | Batallón de aprovisionamiento | Wirtschaftsbataillon | Wirtschaftsbataillon |
| - Compañía de panaderos - Compañía de carniceros - Oficina de suministro de alimentos - Correo militar                                         | - Compañía de panaderos - Compañía de carniceros - Oficina de suministro de alimentos - Correo militar                                                       | - Bäckereikompanie - Schlächtereikompanie - Divisions-Verpflegungsamt - Feldpostamt                                                      | - Bäckereikompanie - Schlächtereikompanie - Divisions-Verpflegungsamt - Feldpostamt                                                      |
| medical battalion | medical battalion | Sanitätsabteilung | Sanitätsabteilung |
| - 2 compañías médicas - 1 compañía de ambulancias - 1 compañía de suministros                                                                  | - 2 compañías médicas - 1 compañía de ambulancias - 1 compañía de suministros                                                                                | - 2 Sanitätskompanien - 1 Krankenkraftwagekompanie - 1 Versorgungskompanie                                                               | - 2 Sanitätskompanien - 1 Krankenkraftwagekompanie - 1 Versorgungskompanie                                                               |
| Batallón de reemplazo | Batallón de reemplazo | Feldersatzbataillon | Feldersatzbataillon |

La 12.ª SS División Panzer Hitlerjugend fue organizada de acuerdo a la tabla anterior y sirvió como modelo para todas las demás Divisiones Panzer SS durante la Segunda Guerra Mundial. Elnúmero de hombres fue de aproximadamente 19.000. Sin embargo, solo dos de las siete Divisiones Panzer SS tenían tal fuerza. En la segunda mitad de la guerra en Europa, en particular cerca del final de la guerra, algunas divisiones lograron un número similar al de un regimiento.